# Stara Rudnica
Stara Rudnica (niem. Alt Rūdnitz) – wieś w Polsce, położona w województwie zachodniopomorskim, w powiecie gryfińskim, w gminie Cedynia.
W latach 1975–1998 miejscowość należała administracyjnie do województwa szczecińskiego.
Według danych z 1 stycznia 2011 roku wieś liczyła 148 mieszkańców. 

## Nazwa
12 listopada 1946 r. nadano miejscowości polską nazwę Stara Rudnica.

## Historia
Wieś o starej metryce, dawne osiedle pomorskich rybaków i rolników. W 1945 miała tu miejsce koncentracja 1 Armii Wojska Polskiego i 61 Armii Radzieckiej dowodzonej przez gen. Pawła Biełowa, a następnie obie armie rozpoczęły szturm na Berlin. Zabudowa wsi w tym czasie została mocno zniszczona.
We wsi kościół ryglowy z 1839 roku, z wieżą, liczne budynki ryglowe z XVIII-XX w.